# Tournoi de tennis de la Vallée d'Aoste
Le tournoi de la Vallée d'Aoste est un ancien tournoi de tennis masculin du circuit professionnel ATP disputé à Saint-Vincent. Son nom officiel est le Campionati Internazionali della Valle d'Aosta.
Ce tournoi s'est déroulé sur terre battue de 1986 à 1989 avant d'être déplace pour sa dernière année à Sanremo en 1990. En 2011 est organisé un tournoi Challenger à Courmayeur sous le nom Valle d'Aosta Open.
En 2021 est organisée la 1ère édition du tournoi féminin en catégorie WTA 250.

## Palmarès messieurs

### Simple
| No | Date       | Nom et lieu du tournoi                                       | Catégorie      | Dotation       | Surface        | Vainqueur       | Finaliste             | Score          |                |
| -- | ---------- | ------------------------------------------------------------ | -------------- | -------------- | -------------- | --------------- | --------------------- | -------------- | -------------- |
| 1  | 11-08-1986 | Campionati Internazionali della Valle d'Aosta, Saint-Vincent |                | 85 000 $       | Terre (ext.)   | Simone Colombo  | Paul McNamee          | 2-6, 6-3, 7-6  |                |
| 2  | 10-08-1987 | Campionati Internazionali della Valle d'Aosta, Saint-Vincent |                | 100 000 $      | Terre (ext.)   | Pedro Rebolledo | Francesco Cancellotti | 7-6, 4-6, 6-3  |                |
| 3  | 08-08-1988 | Campionati Internazionali della Valle d'Aosta, Saint-Vincent |                | 125 000 $      | Terre (ext.)   | Kent Carlsson   | Thierry Champion      | 6-0, 6-2       |                |
| 4  | 14-08-1989 | Campionati Internazionali della Valle d'Aosta, Saint-Vincent |                | 125 000 $      | Terre (ext.)   | Franco Davín    | Juan Aguilera         | 6-2, 6-2       |                |
| 5  | 30-07-1990 | Sanremo Open, Sanremo                                        | World Series   | 225 000 $      | Terre (ext.)   | Jordi Arrese    | Juan Aguilera         | 6-2, 6-2       |                |
|    | 1991-2010  | Pas de tournoi                                               | Pas de tournoi | Pas de tournoi | Pas de tournoi | Pas de tournoi  | Pas de tournoi        | Pas de tournoi | Pas de tournoi |
| 6  | 31-01-2011 | Valle d'Aosta Open, Courmayeur                               | Challenger     | 30 000 € +H    | Dur (int.)     | Nicolas Mahut   | Gilles Müller         | 7-64, 6-4      |                |

### Double
| No | Date       | Nom et lieu du tournoi                                       | Catégorie      | Dotation       | Surface        | Vainqueurs                         | Finalistes                           | Score          |                |
| -- | ---------- | ------------------------------------------------------------ | -------------- | -------------- | -------------- | ---------------------------------- | ------------------------------------ | -------------- | -------------- |
| 1  | 11-08-1986 | Campionati Internazionali della Valle d'Aosta, Saint-Vincent |                | 85 000 $       | Terre (ext.)   | Libor Pimek Pavel Složil           | Charles Bud Cox Michael Fancutt      | 6-3, 6-3       |                |
| 2  | 10-08-1987 | Campionati Internazionali della Valle d'Aosta, Saint-Vincent |                | 100 000 $      | Terre (ext.)   | Charles Bud Cox Michael Fancutt    | Massimo Cierro Alessandro De Minicis | 6-3, 6-4       |                |
| 3  | 08-08-1988 | Campionati Internazionali della Valle d'Aosta, Saint-Vincent |                | 125 000 $      | Terre (ext.)   | Christian Miniussi Alberto Mancini | Paolo Canè Balázs Taróczy            | 6-4, 5-7, 6-3  |                |
| 4  | 14-08-1989 | Campionati Internazionali della Valle d'Aosta, Saint-Vincent |                | 125 000 $      | Terre (ext.)   | Josef Čihák Cyril Suk              | Massimo Cierro Alessandro De Minicis | 6-4, 6-2       |                |
| 5  | 30-07-1990 | Sanremo Open, Sanremo                                        | World Series   | 225 000 $      | Terre (ext.)   | Mihnea-Ion Năstase Goran Prpić     | Ola Jonsson Fredrik Nilsson          | 3-6, 7-6, 6-3  |                |
|    | 1991-2010  | Pas de tournoi                                               | Pas de tournoi | Pas de tournoi | Pas de tournoi | Pas de tournoi                     | Pas de tournoi                       | Pas de tournoi | Pas de tournoi |
| 6  | 31-01-2011 | Valle d'Aosta Open, Courmayeur                               | Challenger     | 30 000 € +H    | Dur (int.)     | Marc Gicquel Nicolas Mahut         | Olivier Charroin Alexandre Renard    | 6-3, 6-4       |                |

## Palmarès dames

### Simple
| No | Date       | Nom et lieu du tournoi      | Catégorie | Dotation  | Surface    | Vainqueure  | Finaliste    | Score    |         |
| -- | ---------- | --------------------------- | --------- | --------- | ---------- | ----------- | ------------ | -------- | ------- |
| 1  | 25-10-2021 | Courmayeur Open, Courmayeur | WTA 250   | 235 238 $ | Dur (int.) | Donna Vekić | Clara Tauson | 7-6, 6-2 | Tableau |

### Double
| No | Date       | Nom et lieu du tournoi     | Catégorie | Dotation  | Surface    | Vainqueures             | Finalistes             | Score            |         |
| -- | ---------- | -------------------------- | --------- | --------- | ---------- | ----------------------- | ---------------------- | ---------------- | ------- |
| 1  | 25-10-2021 | Courmayeur Open Courmayeur | WTA 250   | 235 238 $ | Dur (int.) | Wang Xinyu Zheng Saisai | Eri Hozumi Zhang Shuai | 6-4, 3-6, [10-5] | Tableau |